# 阿基里斯號輕巡洋艦
阿基里斯號輕巡洋艦（英語：HMNZS Achilles）是英國皇家海軍利安德級輕巡洋艦的二號艦，並於第二次世界大戰期間效力於紐西蘭皇家海軍。該艦於1931年在英國伯肯希德起造，隨後於1933年正式進入英國皇家海軍服役；1936年出租予紐西蘭，後於1941年正式加入甫成立的紐西蘭皇家海軍。1939年，阿基里斯號與姊妹艦阿賈克斯號以及埃克塞特号重巡洋舰一同參與了拉普拉塔河口海戰，並因此打響名號。紐西蘭皇家海軍於1940年6月為該建安裝了SS1射擊控制雷達，使得阿基里斯號成為第一艘配備射控雷達的皇家海軍艦艇。
第二次世界大戰結束後，紐西蘭將阿基里斯號歸還英國；後者於1948年將本艦售予印度海軍，並被重新命名為德里號（INS Delhi）。阿基里斯號最終於1978年被拆解。

## 設計
阿基里斯號是利安德級輕巡洋艦的二號艦。當升級為「改良型利安德級輕巡洋艦」時，阿基里斯號將能搭載一架水上偵察機。本艦曾一度搭載多半作為無人機使用的德哈維蘭虎蛾機。

## 服役紀錄
阿基里斯號輕巡洋艦於1931年6月11日在位於英格蘭伯肯希德的嘉慕·萊爾德公司動工，後於1933年10月10日正式列裝英國皇家海軍。1936年10月1日，本艦出租予紐西蘭使用，隨後亦於1941年9月加入紐西蘭皇家海軍的戰鬥序列中。
第二次世界大戰爆發時，阿基里斯號奉命前往南美洲西部海岸巡邏，以尋找德國商船的蹤跡。1939年10月22日，本艦抵達福克蘭群島，並與埃克塞特號以及康柏蘭號重巡洋艦一同被編入由英國海軍准將亨利·哈伍德所指揮的南美分艦隊G群。

### 拉普拉塔河口海戰

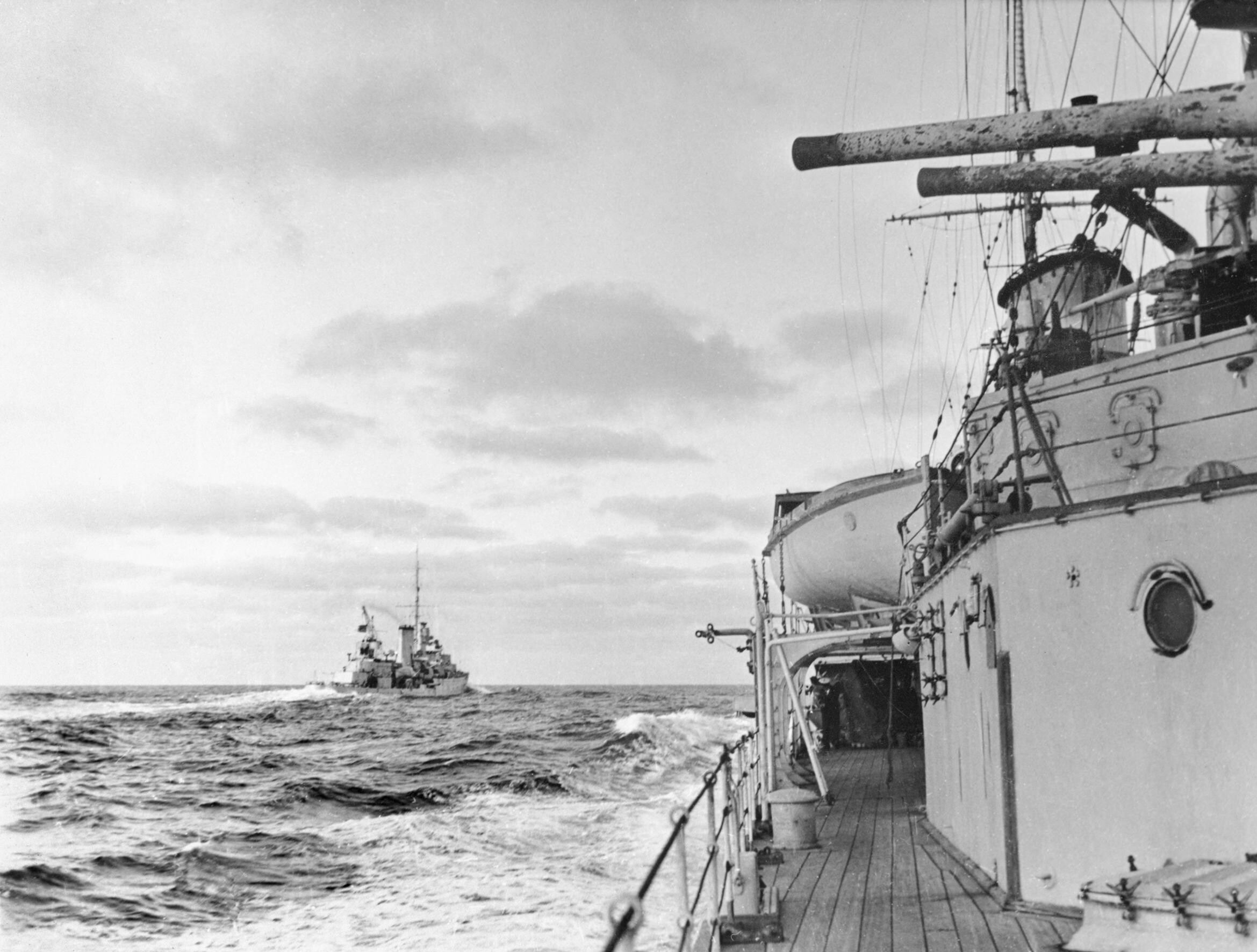
拉普拉塔河口海戰中，由阿賈克斯號的角度所拍攝的阿基里斯號。

1939年12月13日早晨，由阿基里斯號、阿賈克斯號與埃克塞特號所組成的分遣艦隊觀察到遠方的海平面上有陣陣濃煙竄出，艦上人員隨後於上午6:06確認對方是一艘納粹德國海軍的口袋戰艦；原先以為是舍爾海軍上將號，但最終確認是其姊妹艦施佩伯爵海軍上將號。英德雙方隨即在相距約20（11海里）的距離上展開激烈的戰鬥，阿基里斯號輕微受損。在交火過程中，阿基里斯號上有四位官兵陣亡，其艦長愛德華·派瑞上將受傷；德軍方面則有36位官兵死亡。
戰鬥距離稍後於上午7:15時縮減至約4海里（7.4），而施佩伯爵號則於半個小時後脫離戰鬥，試圖逃往中立港口蒙特維多，並成功於當日晚間10:00左右進港；期間阿基里斯號與阿賈克斯號均緊追在後。礙於當時國際法的限制，施佩伯爵號被迫在72小時內離開港口；面對勝算渺茫的情況，德艦艦長汉斯·朗斯多夫上校決定自行將該艦鑿沉以保全艦上官兵的性命。

### 太平洋戰場
大西洋海戰後，阿基里斯號於1940年2月23日返回紐西蘭奧克蘭，並在該地接受持續四個月的改裝工程。在經歷1940年軸心國在澳洲水域的軍事活動後，阿基里斯號隨後於1940年12月30日負責護送第一次泛塔斯曼商業船團自澳洲雪梨前往紐西蘭奧克蘭。日本加入戰爭後，本艦持續執行護衛任務，並參與了澳紐分艦隊在太平洋西南部的諸多行動。
1941年12月，阿基里斯號與其改良型的姊妹艦伯斯號以及坎培拉號重巡洋艦共同護送彭薩科拉船團。
1943年1月5日，阿基里斯號在新喬治亞島外海與美國海軍一同執行任務時遭到炸彈攻擊，其X炮塔因此毀損。1943年4月至1944年5月間，本艦均在英國樸茨茅斯接受修復。修復完成後，阿基里斯號重返紐西蘭，稍後亦於1945年5月加入英國太平洋艦隊，並參與了太平洋戰爭中的最後戰事。

## 印度海軍
戰後，紐西蘭海軍於1946年9月17日在英格蘭肯特郡施爾尼斯將阿基里斯號交還英國皇家海軍；後者於1948年7月5日將本艦售予印度海軍，並以「德里號」的名稱正式列裝。在其於1978年6月30日在孟買被拆解前，阿基里斯號均在印度海軍中服役。1968年本艦代表印度政府與由卡麥隆·羅斯比中將指揮的英國皇家海軍韃靼號巡防艦共同參與了模里西斯的獨立儀式。拆解後，阿基里斯號的Y炮塔贈送予紐西蘭政府作為禮物。該炮塔目前在紐西蘭奧克蘭北岸市德文港海軍基地展出。

## 註腳
1. 1 2  Mason, Geoffrey B. Gordon Smith , 编. . naval-history.net.   [2 February 2015]. （原始内容存档于2017-09-15）.
2. ↑  Mason, Geoffrey B. . naval-history.net.   [2 February 2015]. （原始内容存档于2021-02-25）.
3. ↑  Gill 1957，第284頁.
4. ↑  Gill 1957，第510頁.
5. ↑  Glynn Burhouse, sparker on HMS Tartar

## 外部連結
- Royal New Zealand Navy article （页面存档备份，存于）